# Morgan Stevens
Calvin Morgan Stevens (* 16. Oktober 1951 in Knoxville, Tennessee; † 26. Januar 2022 in Los Angeles, Kalifornien) war ein US-amerikanischer Schauspieler mit einer über 30 Jahre umfassenden Karriere im Fernsehen.

## Leben
Stevens wuchs in Knoxville im US-Bundesstaat Tennessee auf. Als er neun Jahre alt war, starb sein Vater und die Mutter musste ihn und seine zwei Geschwister alleine großziehen.
Auf dem College begann Stevens Werbung zu studieren. Da er aber mit der Wahl seines Studienfachs unzufrieden war, unterbrach er das College und ging zur Küstenwache. Während er in der Nähe von New York City stationiert war, sah er sich viele Aufführungen am und außerhalb des Broadway an und begann sich zunehmend für die Schauspielerei zu interessieren. Nach der Rückkehr an die University von Tennessee belegte er Theaterwissenschaften, in denen er schließlich auch seinen Abschluss machte.
1989 wurde Stevens nach einem leichten Straßenverkehrsunfall wegen des Verdachts auf Fahren unter Einfluss psychoaktiver Substanzen (engl. Driving under the influence) festgenommen – ein Blutalkoholtest sprach ihn später von dem Vorwurf frei. Während des Arrests kam es zu gewalttätigen Übergriffen durch zwei Vollzugsbeamte, bei denen er mehr als zwei Dutzend Mal getreten und geschlagen wurde: sein Jochbein war gebrochen, sein Kiefer ausgerenkt und er erlitt Nervenschäden. Stevens verklagte das Los Angeles Police Department (LAPD) und es kam zu einem außergerichtlichen Vergleich, da ein medienwirksamer Prozess rund um Polizeigewalt unter dem Eindruck des Rodney-King-Vorfalls vermieden werden sollte.
Am 26. Januar 2022 wurde Stevens tot in der Küche seines Hauses aufgefunden; Nachbarn hatten zuvor die Polizei verständigt, da dieser längere Zeit nicht mehr gesehen wurde. Laut gerichtsmedizinischem Gutachten verstarb er an den Folgen einer arteriosklerotischen Herz-Kreislauf-Erkrankung; er wurde 70 Jahre alt.

## Karriere
Sechs Monate nach seinem Universitätsabschluss zog Stevens nach Hollywood in Kalifornien, um eine Karriere als Schauspieler zu beginnen. Ab 1970 war in zahlreichen Fernsehserien und Filmen zu sehen. Eine erste größere Hauptrolle hatte er 1979 im Pilotfilm zur geplanten Neuauflage der Original-Fernsehserie Peyton Place.
Einem breiten Publikum wurde er durch die Familienserie Die Waltons bekannt, in der er Paul Northridge verkörperte, der im Verlauf der Serie eine der Hauptfiguren heiratet: Erin Walton (Mary Elizabeth McDonough). Auch in drei Fernsehfilm-Auskopplungen von Die Waltons war er zu sehen: in Die Waltons: Hochzeit mit Hindernissen, Mother's Day on Walton’s Mountain und Die Waltons: Ein großer Tag für Elisabeth. Bereits zuvor spielte er in einer Folge als Nebendarsteller die Rolle des Sam Stodder.
Eine Hauptrolle hatte er zwischen 1982 und 1984 als Lehrer David Reardon in zwei Staffeln der Fernsehserie Fame – Der Weg zum Ruhm. Zwischen 1986 und 1988 hatte Stevens eine wiederkehrende Rolle als Jack Gardner in der Miniserie und nachfolgenden Serie A Year in the Life. 1995 verkörperte er Nick Diamond in mehreren Folgen von Melrose Place.
Stevens hatte auch Gastauftritte in einer Reihe anderer Fernsehformate, darunter in Airwolf, One Day at a Time, Hotel, Murder One und Mord ist ihr Hobby. Seinen letzten Fernsehauftritt absolvierte er in der Rolle des Schuldirektors Max Hanson in einer Folge von Walker, Texas Ranger im Jahr 1999.
Im deutschen Sprachraum wurde Stevens unter anderem von Ekkehardt Belle, Hubertus Bengsch, Uwe Büschken, Michael Christian, Gernot Endemann, Frank Glaubrecht, Stefan Gossler, Andreas Hosang, Tomas Kröger, Gerald Paradies, Martin Schmitz, Manfred Seipold, Benjamin Völz und Thomas Nero Wolff synchronisiert.

## Filmografie (Auswahl)

### Film
- 1979: Der Fall Claudia Bernal (La ilegal)
- 1979: Peyton Place ’79 (Fernsehfilm)
- 1979: Der Rächer
- 1981: Hellingers Gesetz (Fernsehfilm)
- 1982: Die Waltons: Hochzeit mit Hindernissen (Fernsehfilm)
- 1982: Mother’s Day on Waltons Mountain (Fernsehfilm)
- 1982: Parfüm – Magnet der Sinne (Fernsehfilm)
- 1982: Die Waltons: Ein großer Tag für Elisabeth (Fernsehfilm)
- 1983: 1994 – Nur die Starken überleben (Survival Zone)
- 1987: Rosen der Rache (Fernsehfilm)
- 1987: Night Shadow – Schatten der Vergangenheit (Deep Dark Secrets, Fernsehfilm)
- 1992: Eine Frau für alle Fälle (Fernsehfilm)

### Fernsehen
- 1970: Twen-Police
- 1979: One Day at a Time
- 1979–1981: Die Waltons
- 1981: Quincy
- 1982–1984: Fame – Der Weg zum Ruhm
- 1983: Bare Essence
- 1984: Chefarzt Dr. Welby (Fernsehserie)
- 1984–1986: Love Boat
- 1984–1987: Hotel
- 1984–1987: Mord ist ihr Hobby
- 1985: Finder of Lost Loves
- 1985: Scene of the Crime
- 1985: Unter Brüdern
- 1985: Hollywood Beat
- 1986: Ein Schicksalsjahr (Miniserie)
- 1986: Blacke’s Magic
- 1986: Airwolf
- 1986: Magnum
- 1986: MacGyver
- 1987: Privatdetektiv Harry McGraw
- 1987: Danger Bay
- 1987–1988: Ein Schicksalsjahr
- 1992: The Boys of Twilight
- 1995: Melrose Place
- 1995: One West Waikiki
- 1996: Murder One
- 1997: High Incident – Die Cops von El Camino
- 1999: Walker, Texas Ranger